# Prosoplus funebris
Prosoplus funebris là một loài bọ cánh cứng trong họ Cerambycidae.